# Långavan, Härjedalen
Långavan är en sjö i Bergs kommun i Härjedalen och ingår i Ljungans huvudavrinningsområde.